# Liste der Bodendenkmale in Plauen
In der Liste der Bodendenkmale in Plauen sind die Bodendenkmale der Stadt Plauen und ihrer Ortsteile nach dem Stand der Auflistung von Volkmar Geupel aus dem Jahr 1983 aufgelistet. Eventuelle Änderungen und Ergänzungen, insbesondere aus der Zeit nach der Wende, sind nicht berücksichtigt, da für Sachsen aktuell keine neueren allgemein zugänglichen Bodendenkmallisten vorliegen. Die Baudenkmale sind in der Liste der Kulturdenkmale in Plauen aufgeführt.
| Denkmal-ID | Fundart             | Ortsteil     | Bezeichnung                                          | Zeitstellung    | Lage | Bemerkungen | Bild |
| ---------- | ------------------- | ------------ | ---------------------------------------------------- | --------------- | --- | --- | ---- |
| ?          | Grabmal > Grabhügel | Chrieschwitz | Gruppe von 4 Hügelgräbern                            | Bronzezeit      | ostnordöstlich des Orts, 3 Hügel in einer Reihe parallel zum Gansmühlenweg, 1 Hügel 400 m nordöstlich davon | Hügel mit bis zu 15 m Durchmesser und bis zu 2,5 m Höhe, Schutz seit 15. Oktober 1959 |      |
| ?          | Grabmal > Grabhügel | Chrieschwitz | Gruppe von 3 vermuteten Hügelgräbern                 | Bronzezeit?     | östlich des Orts, westlich des Langen Bergs                                                                 | Hügel mit bis zu 12 m Durchmesser und bis zu 0,5 m Höhe, gestört, Schutz seit 15. Oktober 1959 |      |
| ?          | Befestigung > Burg  | Haselbrunn   | Wasserburg                                           | Mittelalter     | im Stadtwald, westlich von Reißig, nördlich der Straße von Haselbrunn nach Reißig                           | viereckige Niederungsburg mit abgerundeten Ecken und umlaufendem Graben, Außenwall im Westen, Süden und Osten, verbunden mit einem wüsten Hof, Schutz seit 15. Oktober 1959                                                                             |      |
| ?          | Befestigung > Burg  | Kauschwitz   | Wasserburg „Wal“, „Wahl“, „Wohl“, „Wall“             | Mittelalter     | südlich im Ort in der Syrabachaue                                                                           | ovale Niederungsburg, jetzt Halbinsel, durch Kapelle überbaut, ursprünglich umlaufender Graben im Westen verfüllt, im Norden und Süden zu Teich erweitert, Schutz seit 15. Oktober 1959                                                                 |      |
| ?          | Befestigung > Burg  | Jößnitz      | Wehranlage „Schloss“                                 | Mittelalter     | südlich im Ort auf einem Bergsporn über dem Kaltenbach                                                      | Höhenburg in Spornlage, Gebäude mit alter Bausubstanz bis zum ersten Geschoss, Umfassungsmauer mit Bastion, Abschnittsgraben im Südosten, Schutz seit 15. Oktober 1959                                                                                  |      |
| ?          | Grabmal > Grabhügel | Jößnitz      | vermutetes Hügelgrab                                 | Bronzezeit?     | südöstlich des Orts, 75 m nördlich der Bahnstrecke in einem Waldstück                                       | gestörter Hügel mit 8 m Durchmesser und 0,5 m Höhe, Schutz seit 15. Oktober 1959 |      |
| ?          | Grabmal > Grabhügel | Jößnitz      | vermutetes Hügelgrab                                 | Bronzezeit?     | südöstlich des Orts, 200 m nördlich der Bahnstrecke in einem Waldstück                                      | gestörter Hügel mit 8 m Durchmesser und 1 m Höhe, Schutz seit 15. Oktober 1959 |      |
| ?          | Grabmal > Grabhügel | Jößnitz      | Gruppe von 2 vermuteten Hügelgräbern                 | Bronzezeit?     | nordöstlich des Orts, 300 m südöstlich des Warthübels in einem Waldstück                                    | Hügel mit bis zu 8 m Durchmesser und bis zu 1 m Höhe, Schutz seit 15. Oktober 1959 |      |
| ?          | besonderer Stein    | Oberlosa     | Steinkreuz                                           | Spätmittelalter | nordwestlicher Ortsausgang, Abzweig der Alten von der Neuen Plauenschen Straße                              | rillenartige Vertiefung auf dem Kopf, evtl. Reste einer Inschrift auf einer Seite, Schutz seit 19. November 1963 |      |
| ?          | Grabmal > Grabhügel | Reinsdorf    | Gruppe von 3 vermuteten Hügelgräbern                 | Bronzezeit?     | südwestlich des Guts am Hang des Sattlerbergs                                                               | Hügel mit bis zu 15 m Durchmesser und bis zu 0,7 m Höhe, Schutz seit 15. Oktober 1959 |      |
| ?          | Grabmal > Grabhügel | Reinsdorf    | Gruppe von 3 vermuteten Hügelgräbern                 | Bronzezeit?     | südsüdwestlich des Guts im Mittelteil des Schwarzen Holzes                                                  | Hügel mit bis zu 12 m Durchmesser und bis zu 0,6 m Höhe, gestört, Schutz seit 1. Dezember 1983 |      |
| ?          | Befestigung > Burg  | Straßberg    | Wehranlage „Burg“, „Burgstädtel“                     | Mittelalter     | östlich im Ort auf einem Bergsporn über der Weißen Elster                                                   | Höhenburg in Spornlage, durch Kirche und Friedhof überbaut und verändert, Abschnittsgraben von Nordwest nach Südost, Vorburg im Ostnordosten, davor weiterer Abschnittsgraben von Nordnordwest nach Südsüdost (heute Weg), Schutz seit 15. Oktober 1959 |      |
| ?          | Befestigung > Burg  | Syratal      | Wehranlage „Dobenau“, „Dobenauburg“, „Dobenaufelsen“ | Mittelalter     | westlich im Ort auf einem Bergsporn über der Talweitung des Syrabachs                                       | Höhenburg in Spornlage, ovale Innenfläche durch Bergbau gestört und durch Kapelle überbaut, Reste der Umfassungsmauer erhalten, zwei Abschnittsgräben im Nordosten, Schutz seit 15. Oktober 1959                                                        |      |